# Peridelias fasciata
Peridelias fasciata là một loài bướm đêm trong họ Geometridae.